# Le Vol de la Joconde
Le Vol de la Joconde (Der Raub der Mona Lisa) est un film allemand réalisé par Géza von Bolváry et sorti en 1931.
Le film s'inspire de l'histoire du vol de La Joconde réalisé par Vincenzo Peruggia en 1911.

## Synopsis
En 1911, Vincenzo Peruggia est un vitrier italien vivant dans la pauvreté. Il tombe en amour avec Mathilde, une femme de chambre française. Frappé par la ressemblance entre Mathilde et La Joconde, Vincenzo décide de voler l’œuvre exposée au Louvre, dans le but d'impressionner son amour. Lorsqu'il découvre que cette dernière est infidèle, Peruggia confesse son crime et est emprisonné.
Ne voulant pas avouer qu'il a commis son crime pour une femme, Vincenzo affirme qu'il a volé le tableau pour le ramener en Italie, où il est proclamé un héros.

## Fiche technique
- Titre français : Le Vol de la Joconde[1]
- Titre original : Der Raub der Mona Lisa
- Réalisation : Géza von Bolváry assisté de Josef von Báky
- Scénario : Walter Reisch
- Musique : Robert Stolz
- Direction artistique : André Andrejew, Robert A. Dietrich
- Photographie : Willy Goldberger
- Son : Fritz Seeger
- Montage : Hermann Haller
- Production : Julius Haimann
- Société de production : Super-Film GmbH
- Société de distribution : Super-Film GmbH
- Pays de production : Allemagne  République de Weimar
- Langue : allemand
- Format : Noir et blanc - 1,37:1 - Mono - 35 mm
- Genre : Drame
- Durée : 89 minutes
- Dates de sortie :
  - Allemagne  République de Weimar : 25 août 1931
  - France : 28 juillet 1933[1]

## Distribution
- Trude von Molo : Mathilde
- Willi Forst : Vincenzo Peruggia
- Gustaf Gründgens : L'inconnu
- Fritz Odemar : Le directeur du Louvre
- Max Gülstorff : Le surveillant général
- Paul Kemp : Le lieutenant de police
- Anton Pointner : Le touriste
- Alexander Granach : L'orateur
- Fritz Grünbaum : Le voleur présumé
- Angelo Ferrari : Le commissaire de police italien
- Hubert von Meyerinck : Le directeur du musée
- Gerti Klemm : La chanteuse